# Túneles de Oaxaca
A principios del siglo XXI se hizo común un descubrimiento: la existencia de túneles subterráneos construidos en la época de la Colonia. Las ciudades de Aguascalientes, Guadalajara, Guanajuato, Morelia, Puebla y Zacatecas son ejemplos en México y en Sudamérica Buenos Aires, Argentina y Santiago, en Chile han descubierto los suyos. A finales de 2015 salió a la luz pública que la ciudad de Oaxaca de Juárez una de las más coloniales de México, también tiene.
La red de túneles subterráneos que conectan las principales iglesias de la urbe oaxaqueña fueron construidos en el siglo XVI, con la finalidad de comunicar a las diversas iglesias. 

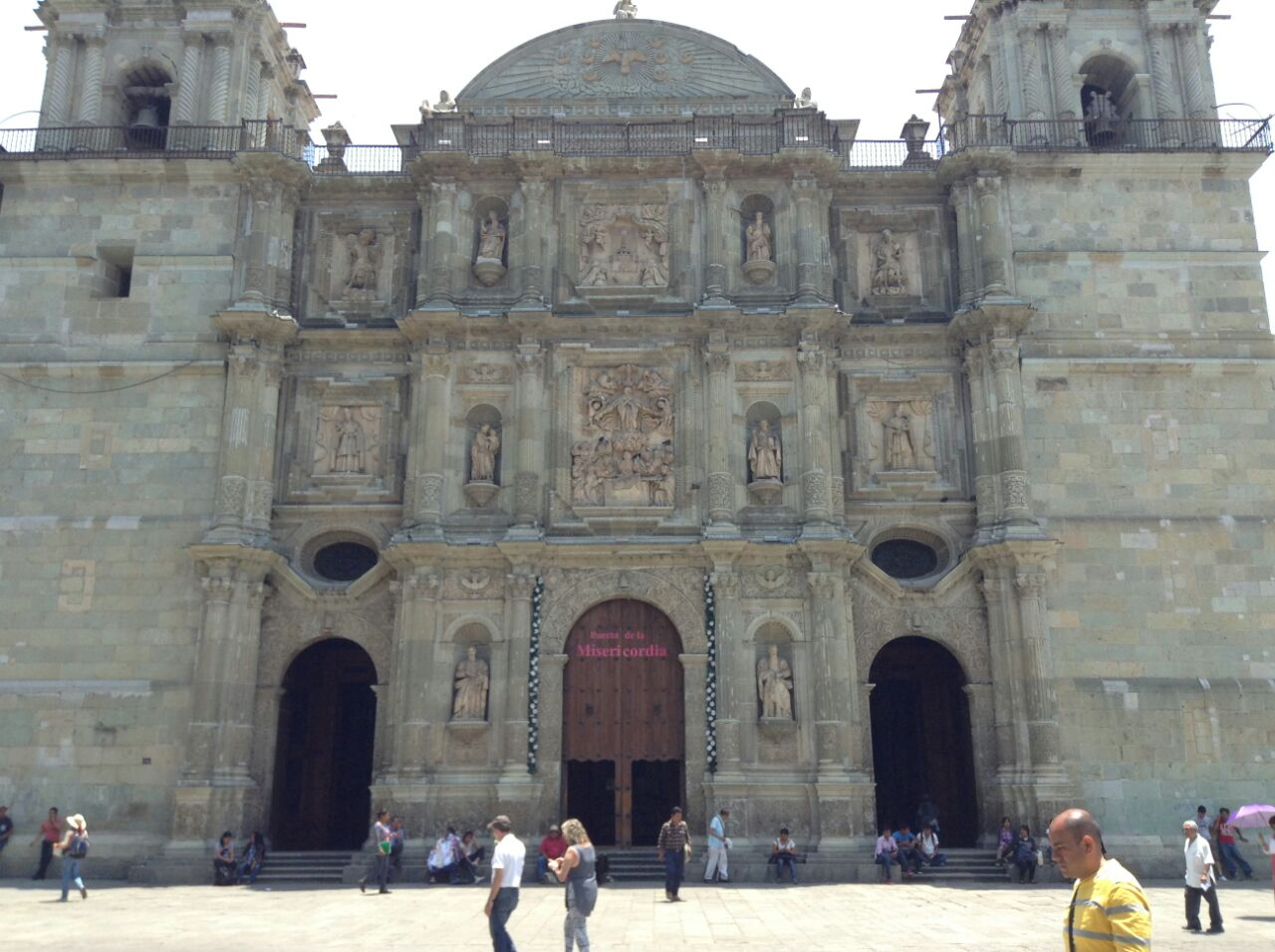
Catedral ubicada en el zócalo de la ciudad de Oaxaca.

Posteriormente se les dieron diversos usos. La red se extiende por el primer cuadro de la ciudad. Tiene como punto de unión el subsuelo del ex convento de Santa Catalina de Siena, que en un tiempo fue el Palacio municipal y ahora un hotel. Junto con la catedral y el templo de Santo Domingo de Guzmán forman las entradas principales a la red de túneles.

## Construcción de los túneles
La llegada de los frailes dominicos a Oaxaca se dio en el año de 1528, a la par del establecimiento del pueblo indígena denominado Huaxyacac, que tuvo lugar en la Villa de Antequera, decretado por el rey Carlos I de España.
A partir de ese momento se erigieron en Villa de Antequera más de 70 iglesias, templos y conventos. Junto con ellos, se construyó una red de túneles subterráneos que interconectan las principales iglesias de Oaxaca, desde la catedral que está en la plaza de armas, comúnmente llamada Zócalo.

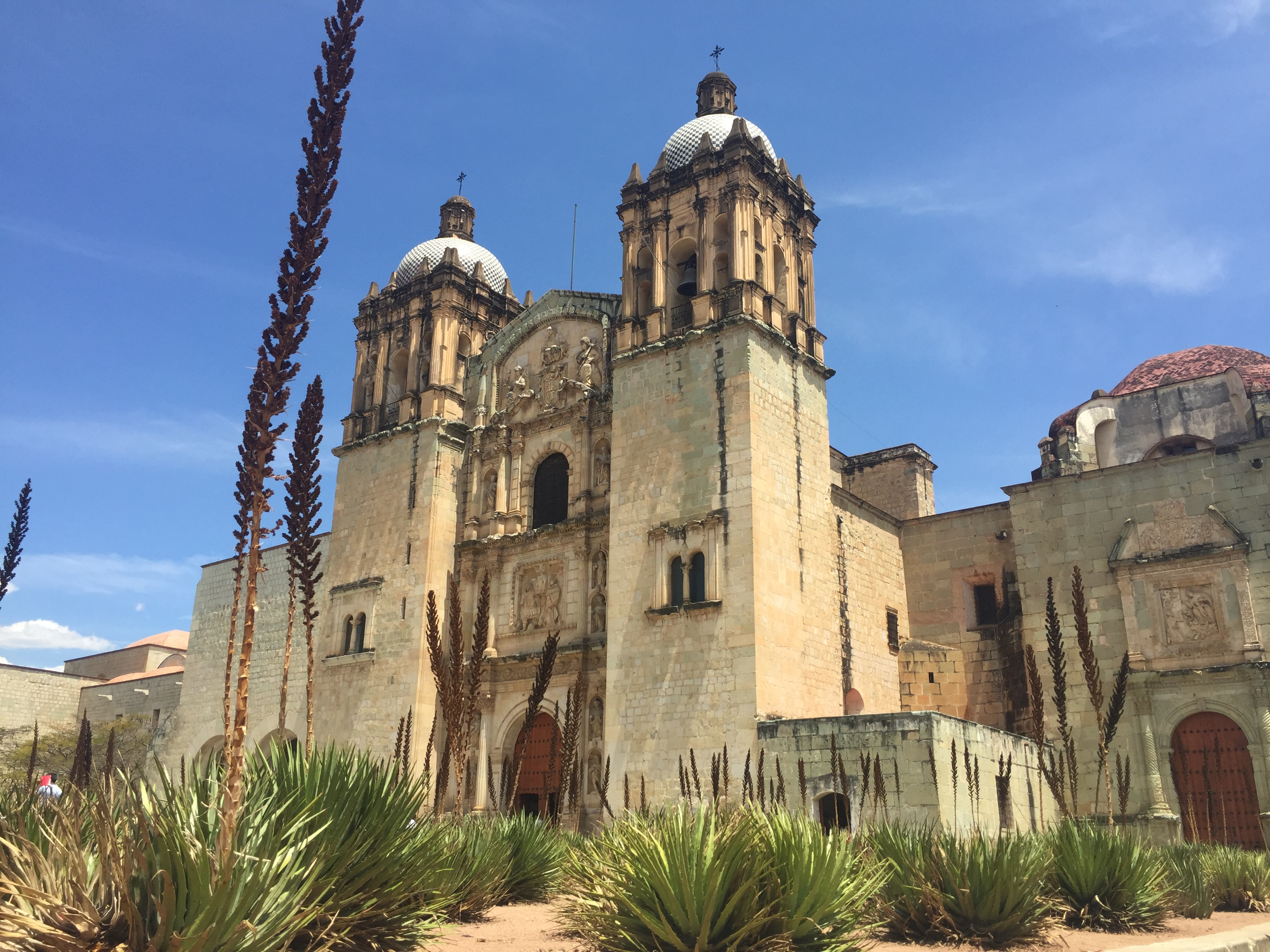
Exconvento de Santo Domingo

Algunos de los templos en los que fueron construidos los túneles son el ex convento de Santo Domingo, de Santa Catalina de Siena y el del Carmen, así como la basílica de la Virgen de la Soledad y el ex convento de San José, este último ahora ocupado como escuela de Bellas Artes de la Universidad Autónoma Benito Juárez de Oaxaca, y donde fue hallado el túnel subterráneo que tiene dos vertientes de conexión: la primera hacia la Basílica de Nuestra Señora de la Soledad y la segunda hacia la Catedral oaxaqueña.

## Usos de los túneles
Existe la hipótesis de que durante la Colonia los túneles subterráneos permitieron que hubiera comunicación entre los diferentes conventos e iglesias de la ciudad. Hay quien dice, como declaró a la prensa Efraín Morales Sánchez, gran maestro de la Logia Masónica de Oaxaca, que “los túneles secretos sirvieron para reuniones encubiertas de los representantes de la iglesia católica, así como para encubrir los secretos de los frailes dominicos respecto a las relaciones que mantenían con mujeres citadinas, que eran trasladadas por los túneles, inclusive, en las recientes excavaciones fueron encontradas las osamentas de las mujeres y niños (producto de las relaciones amorosas de los frailes con las mujeres encubiertas) que ahí eran enterrados para esconder a la iglesia de los escándalos sociales.”
A mediados del siglo XIX, el uso dejó de ser cuestión de los religiosos y se volvió militar: en 1859, derivado de las Leyes de Reforma, en especial de la Ley Lerdo y la Ley Iglesias, los conventos de la ciudad de Oaxaca pasaron a manos del Estado mexicano, quien los entregó al ejército durante siete años. Después fueron clausurados. En 1902, por mandato del entonces presidente de la república Don Porfirio Díaz, fueron reabiertos, nuevamente para uso militar.
Durante la Guerra de Reforma el estado de Oaxaca jugó un papel muy importante cuando por instrucciones del general Antonio López de Santa Anna fue designado Don José María Cobos para sitiar la ciudad y tomó como centro de operaciones el Palacio de Gobierno, cercano a los conventos de la antigua Antequera; donde tuvieron lugar varios enfrentamientos con los liberales que defendían el Estado, entre ellos Porfirio Díaz, quien describe en sus Memorias citadas por Manuel Esparza en su libro Convento de la Madre de Dios de Santa Catalina de Sena” el establecimiento de una comunicación encubierta del convento de Santa Catalina de Sena (hoy Hotel Quinta Real) con el convento de Santo Domingo, con el fin de reforzarse para contratacar al oponente. Porfirio Díaz narra como utilizó los túneles.
Así los liberales aprovecharon la infraestructura de los túneles subterráneos para huir de las fuerzas enemigas, para reforzarse y para transportar víveres a los diferentes conventos que sirvieron de fuerte durante la Guerra de Reforma. 
Los túneles fueron reabiertos y reutilizados militarmente durante la Revolución de 1910-1920. El cronista de la ciudad de Oaxaca, Rubén Vasconcelos, asegura que en ellos se encontraron cuerpos decapitados y con indicios de fusilamiento presuntamente de la época revolucionaria, cuando los conventos eran cuarteles militares.

## Proyecto de rescate
Dados a conocer en 2015, los túneles del ex convento de Santo Domingo y del ex convento de Santa Catalina permanecen sellados para evitar que sean saqueados y profanados. Existe ya un proyecto de rescate de la red de túneles, anunciado por el rector de la Universidad Autónoma Benito Juárez de Oaxaca, Eduardo Martínez Helmes, quien asegura existe también un túnel ubicado en el ex convento de San José, hoy convertido en la escuela de Bellas Artes y de Derecho, que conecta con la iglesia de la Soledad y con la Catedral oaxaqueña.